# بیله گوورا
شهر بیله گوورا (به رومانیایی: Băile Govora) در شهرستان ولچه در کشور رومانی واقع شده‌است. جمعیت این شهر ۳٬۱۴۷ نفر  است.